# 月に叢雲 花に風
『月に叢雲 花に風』（つきにむらくも はなにかぜ）は、津寺里可子による日本の少女漫画。秋田書店の『プリンセスGOLD』に主に掲載された。

## あらすじ
ある日突然、普通の女子高生・天竜若菜は神・妖怪・天人といった人外のものが見え、人間と同じように接することができるようになる。彼女には妖怪・雨男が取り憑いており、叢雲（むらくも）と名乗る。その日から若菜はさまざまな妖怪などに出会うようになり、友情を交わすようになるが、中には人間に対する恨みから若菜を攻撃してくる者もある。若菜の家系の跡継ぎを代々守護してきたという叢雲は、実体が龍であるため強大な妖力を持ち、若菜を攻撃の手から守る。若菜と叢雲が救いの手を差し伸べることによって、出会った妖怪などの恨み・哀しみは晴らされ、癒されてゆく。
若菜の日常生活を軸に、彼女が好意を抱き始めた叢雲との恋愛模様が描かれ、並行して叢雲の宿敵ガルーダとの攻防が展開する。

## 概要
秋田書店発行の主に『プリンセスGOLD』に本編が1992年3号から2001年2月号まで連載された。秋田書店のプリンセスコミックスから全15巻発行、祥伝社から文庫1巻が発行されている。本編のほか、のちに発表された番外編2編と文庫版に掲載された描き下ろしを合わせて全62話。オムニバス形式。妖怪・雨男は作者の創作である。
本編の前段階として、時間にして1000年ほどさかのぼった過去の時点で、龍の一族にとって宿敵である神の鳥ガルーダが叢雲の父・南海龍王の王国を襲撃し、結果王国は滅亡、叢雲の眷属が散り散りになる激しい戦争があったことが、登場人物の口から語られる（作中での描写はない）。
この作品は、本編では若菜の日常をコミカルに描きつつ、妖怪との交流や叢雲との恋愛によって、若菜が少女から大人の女性へ成長していく物語となっている。と同時に、番外編を含んだシリーズ全体では、故郷や眷属、自分の本来の能力など、すべてを失って絶望し生きる意味を見失った叢雲が、守るべきものを得て生きる意味を取り戻し、若菜と出会って自分の「家族」を得るまでが描かれている。

## 登場人物
天竜 若菜（てんりゅう わかな）
人間。女子高生。同じ学年の高校生・矢部まさると交際している。
矢部とファーストキスをした直後から、人外の妖怪などが見えるようになり、叢雲の存在に気づく。天竜家の第1子であり、先祖代々、叢雲の守護を受けてきた。天竜家の第1子としては39代目にして、初めての女性。
叢雲と出会った直後は、彼が自分と常に行動をともにし、矢部との交際を快く思わずなにかと妨害するのを毛嫌いして追い払おうとしていたが、妖怪などから攻撃を受けたときに叢雲が必ず身を挺して若菜を守るため、次第に恋愛感情を抱くようになる。矢部への恋心と、叢雲への思いの間で揺れ動く。
困っている者を見ると救いの手を差し伸べずにはいられない情深い性格で、言い出したら聞かない一面がある。美少女だが、本人にはその自覚がないため、妖怪などからの求愛・誘拐、もしくは攻撃の対象となりがちである。叢雲を深く愛するようになると、矢部と別れることを望むが矢部に拒まれ、また、叢雲が彼女を突き放すような言動をするようになったため、苦悩する。ガルーダから命を狙われる叢雲の姿に心を痛めており、ガルーダから叢雲の命を救いたければと、内密にとある無慈悲な要求を突き付けられる。
叢雲（むらくも）
妖怪・雨男。実体は一本角の龍。雲・雨・雷を意のままに操る。南海龍王の第2子。1000年ほど前、西の大陸でガルーダに襲撃され、龍としての妖力の大半を奪われて宝珠に封じられ、父王は死滅、王国は崩壊し、兄・瑞慶に身代わりにされたという暗い過去を持つ。
その後、日本に流れつき、若菜の祖先に出会った。以来、龍としての過去を捨て妖怪として生き、若菜の祖先の遺言により、天竜家代々の第1子を守護するようになる。長年にわたり守護の役割を果たしたが、人間からは見えない存在のため、ずっと孤独感を抱いていた。若菜が叢雲の存在に気づく前から、彼女を自覚のないまま恋愛対象として意識し始め、若菜に存在を気づかれたことにより、孤独感から解放された。そのため、若菜と交際し始めた矢部に対して嫉妬し、遠ざけようとする。しかし、若菜が叢雲に好意を寄せるようになると、人間と妖怪との恋愛は悲劇に終わると考えているため、若菜と距離を置き、そっけない態度をとるようになる。若菜が出会う妖怪などに対して無防備に心を開く性質で、ともすると好意を抱かれたり攻撃されたりすることに苛立ち、関わりを持たないようにと苦言を呈するが、若菜のペースに巻き込まれ、結局妖怪などと関わることになる。本来、仲間思いで家族思いの性質であり、勘が良く、人の心情をよく読み取るが、女性を守護するのは初めてのため、年頃の女の子の扱いには不慣れ。彼自身、黒い長髪、着流し姿の美丈夫であるため、しばしば女性から恋愛対象にされる。宿敵ガルーダからは何度か熾烈な攻撃を受けており、プラティーシャとの出会い以降は龍に変化して闘えるようになった。過去の確執から、兄・瑞慶を疎んじていたが、ガルーダとの最後の攻防戦には瑞慶に加勢する形で参戦した。
風呂とトイレ以外の場所では常に若菜と行動をともにしており、若菜の家の居間でテレビ番組『水戸黄門』を鑑賞するのが唯一の楽しみ。機嫌が悪くなると周辺一帯で雨が降り、上空で雷が鳴る。朝になると着ている着物の柄を変える。
ガルーダ
神。ヒンドゥー教の鳥の王。赤い翼と爪を持ち、攻撃時にはくちばしを持つ仮面様の形相になることがある。ヴィシュヌ神が乗る鳥。
母親を龍族の奴隷にされたことから、龍族に対して強い恨みを抱いており、彼らを執拗に追い、捕獲して食らう。神々や天人・人間からは勇敢で心優しい神と目されているが、生命を生命と思わないような行動で周囲のものを傷つける残忍な一面を持つ。地上のほとんどすべての龍族を食い尽くしたため、叢雲と妹・琛俐を生け捕りにして龍を繁殖させようと付け狙う。琛俐の初恋の相手であり、龍である琛俐に対して憎しみを感じつつ執着する。
愛に飢えて、自分の感情をねじれた形で表現するが、琛俐から一途な愛情を注がれ戸惑いつつ、心情に変化の兆しを見せる。「太陽の紅玉」と称えられる端麗な容姿。
プラティーシャ
天人。ガルーダの側近く仕えていた天界の楽師。通称「楽師」。琴の名手であり、医術・薬方にも長け、若菜や叢雲の受けた傷や病気を治すことができる。
1000年前の戦争の折、ガルーダが叢雲の妖力を奪い取って宝珠に封じ、それをプラティーシャの胸部にねじ込んだため、叢雲が生存し続ける限り生き続ける。「珠の入れ物」としてガルーダに両目の視力を奪われ、以降は非常に鋭敏な感覚を持つようになった。寿命をはるかに超えて生きているが、叢雲と命運をともにしている。親のない天女・シシュを娘として育てた。プラティーシャの消滅を恐れたシシュに乞われて天界から地上に降り、ガルーダに命を狙われる叢雲を逃がそうとしたため、天界に戻れなくなった。いつか来るであろう叢雲とガルーダの決戦のときに、自分の命に代えて叢雲に身中の珠を渡そうと心に決め、叢雲・若菜と一緒に行動するようになる。ガルーダとの最後の攻防戦に参加した。
「月の真珠」と称される美貌の持ち主。ガルーダに長年にわたり束縛されていたため、若菜と叢雲のもとで初めてその身の自由を得た。穏やかで思慮深い性質で、攻撃を受けても反撃することはないが、大切なものを守るためには策略を用いる一面もある。また、図星を指す発言をすることがある。叢雲の宝珠が胸に埋め込まれているため、龍に変化でき、また叢雲の心情を察する。若菜に娘シシュの面影を感じ取っており、よき相談相手となって慈しむ。
不破（ふわ）
妖怪。もとは江戸時代の歌舞伎小屋で使われていたぜんまい仕掛けの大蜘蛛。歌舞伎「不知火譚（しらぬいものがたり）」に登場し、作中の若菜姫と活躍して若菜姫を慕っていたが、使われなくなって放置されたまま妖怪になった。若菜を若菜姫と混同し、「姫」と呼んで一方的に好意を寄せる。若菜の交際相手である矢部を殺そうとしたが果たせず、そのまま若菜や叢雲と行動をともにするようになった。
手などから蜘蛛の糸を吹き出して攻撃や守備に用いることができ、空を飛ぶこともできるが、風向きに左右されるため進行方向が定まらない。レース編みが得意。
暁（あかつき）
妖怪。大梟に変化する。日本の鳥を統率する通称「鳥総（とぶさ）の暁」。白い翼を持つ。鳥の王であるガルーダに叢雲の監視を命じられ、しばしば若菜宅を訪れる。叢雲とは旧友だが、ガルーダに逆らえず、やむをえず命令に服している。
瑞慶（ずいけい）
龍。南海龍王の第1子で、王位後継者だった。叢雲の兄。
亡き父の王国を再興するため、弟である叢雲に近づいて自分に協力させようとするが、過去に裏切られたことがある叢雲は拒否する。弟を翻意させるため、叢雲が愛する若菜と接触するうち、若菜に横恋慕するようになる。何事も一番でないと気が済まず、欲しいものは必ず手に入れる性格のため、さまざまな手を使って叢雲から若菜を奪おうとする。過去の所業のため、眷属であるはずの龍の一族から追われており、肉親の情を求めて叢雲のもとをしばしば訪れ、自分に気を向けさせようと嫌がらせともとれる行いをする。しかし、ガルーダとの最後の攻防戦においては、叢雲・若菜・プラティーシャを守ろうとする一面も見せた。
地上・海中にたくさんの城や使用人を保有する資産家。美麗な容姿を有する。
琛俐（チェン・リー）
龍。南海龍王の第3子。叢雲、瑞慶の腹違いの妹。自ら龍の妖力を宝珠に封じて、秀麗な美貌を活かし、人間として香港で女優になっている。
亡くなった母龍の仇を討つために日本に来て、若菜や叢雲と出会った。叢雲を兄と気づかず好意を持ったため、叢雲と一緒に暮らす若菜に嫉妬していた。地上に残った最後の雌龍と見られ、龍を繁殖させようとするガルーダが付け狙っている。数百年前、まだ少女だったころは自分を人間であると思っており、ガルーダと出会って龍族の怨敵と知らずに見初めた。やがて数百年ぶりにガルーダと再会、初恋の相手が存命で、龍である自分にとっては仇敵であり、しかもガルーダが自分を繁殖の道具に利用しようとしていることを知るが、ガルーダへの愛を貫き、あえてガルーダのもとに身を寄せる。情熱家であり、大胆な性質。
矢部 まさる（やべ まさる）
人間。高校生。若菜の高校の隣のクラスに在籍中で交際相手。若菜の心が自分から離れ、叢雲に惹かれてゆくのを知り、焦りを募らせる。叢雲が妖怪であるのに対して、自分は若菜と同じ人間であることが強みだと思っており、叢雲に好意を寄せる若菜を思い止まらせようとする。真面目で思いやりのある性格で、若菜と真剣に交際しようとしており、若菜の母親にも好青年と評価されている。若菜に対しては思い入れが強いあまり自分の感情を押しつけがちになるため、叢雲の怒りを買う。若菜がガルーダから秘密裏に要求を持ち掛けられたことを知り、それを盾に自分と別れようとする若菜を束縛し、叢雲から守ろうとする。
武井（たけい）
人間。矢部の親友の高校生。幼いころ天狗から神通力を授かった。自分をいじめから救ってくれた矢部に恩義を感じており、親友の彼女である若菜に叢雲が取り憑いていることを危険視する。矢部のため神通力を使って叢雲を消そうとするが果たせず、神通力を失う。友人思いの性格で、若菜の心が矢部から離れていることに気づき、2人を別れさせまいとあれこれ世話を焼く。
築島 小夜子（つきしま さやこ）
人間。若菜の友人。人外のものを見る特殊能力がある。資産家令嬢だが、両親が不在で「見捨てられた」と被害感情を抱き、自暴自棄になって荒んだ生活をしていた。
小学生のころは若菜と仲が良く、当時の若菜には見えていなかった叢雲が若菜に取り憑いているのに気づき、好意を持っていた。高校生になって若菜と再会し、若菜に睡眠薬を飲ませて眠らせ、その隙に叢雲に思いを告げようとしたが、見抜かれて失敗する。その後も叢雲と関係を持とうとするが、若菜が友人として温かく接し、叢雲に諭されたことにより精神の安定を取り戻し、若菜の親友となった。
天竜 慶一（てんりゅう けいいち）
人間。若菜の父方の祖父。太平洋戦争時に従軍し、戦地で飢えていたときに、その当時慶一を守護していた叢雲から彼の腕の肉と血液を食料として差し出されて、そうと知らずに食した。そのためわずかながら妖力を持つようになり、のちに若菜の「人外のものが見える能力」となって遺伝した。戦時下の混乱で記憶を失い、日本に帰還して以降は行方不明になった。
シシュ
天女。天界で孤児であったところをプラティーシャに拾われ、娘として育てられた。長じて後はプラティーシャを愛するようになり、伴侶になることを望んでいたが、プラティーシャは叢雲と命運をともにしていることを理由に応じなかった。事情を知ったシシュは、ガルーダに狙われる叢雲が殺されないよう、プラティーシャに人間界に降りて叢雲を逃がし、また天界に戻ってくるよう懇願する。
ヴィシュヌ
神。ヒンドゥー教の神。天界に住み、過去にガルーダと戦争し、現在は友好関係を結んでいる。ガルーダが龍を惨殺し続けるのを見て龍を哀れみ、胸元の真珠を一粒だけ龍に与えた。ガルーダはその「ヴィシュヌの真珠」を持つ龍だけは殺すことができないため、龍族の間で真珠の奪い合いが起こった。ガルーダと叢雲の最後の攻防戦に、ガルーダ側で参戦した。

## 作中の妖怪・天人・龍の特徴
妖怪
ものや生物などが長い期間を経て妖怪化したものが多いため、蜘蛛・ふくろうなど実体があるが、普段は人間の姿をしている（人間からは見えない）。人間に化けるなど、見た目を変化させることができる（人間に化けると人間からでも見える）。長寿で数百年単位で生存する。飛行可能などそれぞれ個体差のある特殊能力を持つ。
天人・天女
天界に住む者。天人は翼を持っており、飛行可能。天女には翼はないが宙を舞う。人間からは見えない。人間に化けるなど、見た目を変化させることができる（人間に化けると人間からでも見える）。医術に通じる、楽を奏でるなど多様な技術を以って神々に仕える。
龍
神にも匹敵する強大な妖力を持つ。短気で高慢な性質。権高な物言いをする。普段は人間の姿をしており、人間からは見えない。人間に化けるなど、見た目を変化させることができる（人間に化けると人間からでも見える）。さまざまな妖術を使う。雷を操り電撃する。成龍になるまでに500年を要し、千年単位の寿命。

## 単行本
- プリンセスコミックス版（秋田書店）

1. 1993年1月発売 ISBN 4253077544
2. 1993年8月発売 ISBN 4253077552
3. 1994年3月発売 ISBN 4253077560
4. 1994年11月発売 ISBN 4253077579
5. 1995年7月発売 ISBN 4253077587
6. 1996年4月発売 ISBN 4253077595
7. 1996年11月発売 ISBN 4253077609
8. 1997年7月発売 ISBN 4253077617
9. 1998年3月発売 ISBN 4253078265
10. 1998年10月発売 ISBN 4253078273
11. 1999年5月発売 ISBN 4253078281
12. 1999年12月発売 ISBN 425307829X
13. 2000年6月発売 ISBN 4253078303
14. 2000年12月発売 ISBN 4253078311
15. 2001年4月発売 ISBN 425307832X
16. 2017年9月まんが王国にて電子書籍のみ

- 祥伝社コミック文庫版

1. 2009年9月10日発売 ISBN 978-4-396-38070-0